# Харт, Эдди
Эдвард Джеймс Харт (англ. Edward James Hart; род. 24 апреля 1949, Мартинес, Калифорния) — американский легкоатлет, который специализировался в беге на короткие дистанции.

## Биография
Олимпийский чемпион в эстафете 4×100 метров (1972).
Из-за ошибки тренерско-административного персонала сборной США, который опирался на неверное расписание стартов, пропустил старт четвертьфинального забега на 100 метров на Олимпиаде-1972, в результате чего досрочно выбыл из борьбы за медали в этой дисциплине.
Экс-рекордсмен мира по бегу на 100 метров и в эстафете 4×100 метров.
По завершении легкоатлетической карьеры выступал в легкоатлетических соревнованиях ветеранов и был обладателем высшего мирового достижения в беге на 100 метров для возрастной категории 40-44.